# 350 nanómetros
350 nanómetros se refiere a una tecnología de proceso del ámbito de los semiconductores comercializada entre los años 1995 y 1997 por las principales empresas de semiconductores, tales como Intel, AMD e IBM.
Asimismo, la tecnología de proceso de 350 nanómetros reflejó una tendencia histórica, la cual estipula que la densidad (en términos prácticos, el número de transistores) de los microprocesadores, o en general de los circuitos integrados crece a un ritmo aproximado de un 70% cada 2 o 3 años (básicamente manteniendo el mismo tamaño del núcleo del mismo).

## Productos producidos con esta tecnología
- Intel Pentium Pro,[2] el cual fue lanzado el 1° de noviembre de 1995 y dio inicio a la microarquitectura P6 de Intel (la cual nativamente ejecutaba código de 32 bits) era un salto importante desde los Pentium de la anterior generación P5 (incluyendo a sus derivados P54C y P55C) y la primera versión del Pentium II (de nombre código Klamath), lanzada inicialmente 28 de mayo de 1997 y cuyas velocidades fueron de 233, 266, 300 y 333 MHz (todos con bus de 66 MHz y multiplicadores de 3,5x, 4,0x, 4,5x y 5,0x respectivamente)

- Las CPUs AMD K5 (1996) y el AMD K6 original (Model 6, 1997) CPUs.[3][4]

- La aceleradora de video NEC VR4300, usado en la consola de videojuegos Nintendo 64